# Leucographus catalai
Leucographus catalai là một loài bọ cánh cứng trong họ Cerambycidae.